# 5thアルバム（仮）
『5thアルバム（仮）』（フィフスアルバムかっこかり）は、日本の女性アイドルグループ『アップアップガールズ（仮）』の5枚目のアルバム。2018年6月19日にタワーレコードのアイドル専門インディーズレーベル『T-Palette Records』より発売された。

## 概要
- 仙石みなみと佐藤綾乃が卒業し5人体制となって初のアルバム。

## 収録曲
1. Overture（仮）NEO
  - 作曲・編曲：michitomo
  - 新曲。
2. 唇はナイフ
  - 作詞：ヒワタリスツカ、作曲・編曲：Ryuichi Kawasaki
  - 新曲。
3. KOMEDIUM
  - 作詞・作曲：大森靖子、編曲：michitomo
  - 新曲。
4. Be a Girl
  - 作詞：ヒワタリスツカ、作曲・編曲：Ryuichi Kawasaki
  - 23rdシングル。
5. 最高シャイガール
  - 作詞：児玉雨子、作曲：michitomo、編曲：KOJI oba
  - 新曲。
6. Lady→GO!
  - 作詞：菊池諒・ヒワタリスツカ、作曲・編曲：Dr.Usui
  - 新曲。
7. Fighting Girls
  - 作詞：田中秀典、作曲・編曲：春尾ヨシダ
  - 新曲。
8. ナイトフライト
  - 作詞：ヒワタリスツカ、作曲・編曲：Ryuichi Kawasaki
  - 新曲。
9. 上々ド根性
  - 作詞：児玉雨子、Rap詞：マチーデフ、作曲：michitomo、編曲：かずぼーい / michitomo
  - 23rdシングル。
10. PROMISE TRAIN
  - 作詞：SHIN、作曲・編曲：彦田元気
  - 新曲。
11. ネヴァーマインド!
  - 作詞・作曲・編曲：佐藤陽介
  - 新曲。
12. 勝ってたいんだよ
  - 作詞：児玉雨子、作曲：の子、編曲：michitomo
  - 新曲。
13. 私達
  - 作詞：上中丈弥、作曲：久保裕行、編曲：michitomo
  - 新曲。2018年11月6日に同曲のリアレンジ・バージョン『私達(with friend)』がシングルとして発売された。

## リリース日一覧
| 地域 | リリース日    | レーベル          | 規格                   | カタログ番号 |
| ---- | ------------- | ----------------- | ---------------------- | ------------ |
| 日本 | 2018年6月19日 | T-Palette Records | CD                     | TPRC-0204    |
| 日本 | 2018年6月19日 | T-Palette Records | デジタル・ダウンロード | -            |